# Lijst van Tweede Kamerleden 1879-1881
Lijst van Tweede Kamerleden 1879-1881 geeft een overzicht van de leden van de Nederlandse Tweede Kamer in de periode tussen de periodieke verkiezingen van 1879 en de periodieke verkiezingen van 1881. De zittingsperiode van de Tweede Kamer ging in op 15 september 1879 en eindigde op 18 september 1881.
De Tweede Kamer telde 86 leden, die gekozen werden in 43 districten. Zij werden gekozen voor een termijn van vier jaar; om de twee jaar werd de helft van de Tweede Kamer vernieuwd.
| Naam                                    | groepering               | district         | begindatum        | einddatum         | refs    |
| --------------------------------------- | ------------------------ | ---------------- | ----------------- | ----------------- | ------- |
| Herman des Amorie van der Hoeven        | liberaal-katholieken     | Breda            | 15 september 1879 | 16-09-1883 [ d ]  | [ 2 ]   |
| Jan Arnoldts                            | conservatief-katholieken | Roermond         | 15 september 1879 | 16-09-1883 [ d ]  | [ 3 ]   |
| Matthias van Asch van Wijck             | antirevolutionairen      | Amersfoort       | 15 september 1879 | 16-09-1883 [ d ]  | [ 4 ]   |
| Antonius van Baar                       | conservatief-katholieken | Eindhoven        | 17-09-1877 [ e ]  | 18 september 1881 | [ 5 ]   |
| Bernardus Bahlmann                      | conservatief-katholieken | Tilburg          | 13 december 1880  | 18 september 1881 | [ 6 ]   |
| Harry Barge                             | conservatief-katholieken | Eindhoven        | 15 september 1879 | 10 mei 1880       | [ 7 ]   |
| Jacob Bastert                           | conservatief-liberalen   | Utrecht          | 30 april 1880     | 16-09-1883 [ d ]  | [ 8 ]   |
| Willem de Beaufort                      | liberalen                | Tiel             | 15 september 1879 | 16-09-1883 [ d ]  | [ 9 ]   |
| Willem Bergsma                          | kappeynianen             | Dokkum           | 15 september 1879 | 16-09-1883 [ d ]  | [ 10 ]  |
| Marinus Bichon van IJsselmonde          | antirevolutionairen      | Gouda            | 17-09-1877 [ e ]  | 18 september 1881 | [ 11 ]  |
| Charles de Bieberstein Rogalla Zawadsky | conservatief-katholieken | Maastricht       | 15 september 1879 | 21 oktober 1880   | [ 12 ]  |
| Philippus van Blom                      | liberalen                | Sneek            | 6 december 1880   | 16-09-1883 [ d ]  | [ 13 ]  |
| Pieter Blussé van Oud-Alblas            | liberalen                | Deventer         | 15 september 1879 | 16-09-1883 [ d ]  | [ 14 ]  |
| Ferdinand Borret                        | conservatief-katholieken | Tilburg          | 15 september 1879 | 16-09-1883 [ d ]  | [ 15 ]  |
| Jan Bredius                             | liberalen                | Goes             | 18-03-1878 [ k ]  | 18 september 1881 | [ 16 ]  |
| Hubert Brouwers                         | conservatief-katholieken | Boxmeer          | 15 september 1879 | 16-09-1883 [ d ]  | [ 17 ]  |
| Jacobus de Bruijn                       | conservatief-katholieken | 's-Hertogenbosch | 17-09-1877 [ e ]  | 18 september 1881 | [ 18 ]  |
| Jacob de Bruijn Kops                    | kappeynianen             | Alkmaar          | 15 september 1879 | 16-09-1883 [ d ]  | [ 19 ]  |
| François de Casembroot                  | conservatieven           | Delft            | 15 september 1879 | 16-09-1883 [ d ]  | [ 20 ]  |
| Jan Corver Hooft                        | conservatieven           | Almelo           | 15 september 1879 | 16-09-1883 [ d ]  | [ 21 ]  |
| Eppo Cremers                            | liberalen                | Zuidhorn         | 17-09-1877 [ e ]  | 18 september 1881 | [ 22 ]  |
| Alexander van Dedem                     | antirevolutionairen      | Zwolle           | 15 september 1879 | 16-09-1883 [ d ]  | [ 23 ]  |
| Willem van Dedem                        | liberalen                | Hoorn            | 21 september 1880 | 18 september 1881 | [ 24 ]  |
| Albertus van Delden                     | liberalen                | Deventer         | 17-09-1877 [ e ]  | 18 september 1881 | [ 25 ]  |
| Herman Dijckmeester                     | liberalen                | Tiel             | 17-09-1877 [ e ]  | 18 september 1881 | [ 26 ]  |
| Justus Dirks                            | liberalen                | Amsterdam        | 4 maart 1881      | 16-09-1883 [ d ]  | [ 27 ]  |
| Johannes Donner                         | antirevolutionairen      | Leiden           | 20 februari 1880  | 18 september 1881 | [ 28 ]  |
| Willem Dullert                          | liberalen                | Arnhem           | 17-09-1877 [ e ]  | 24 februari 1881  | [ 29 ]  |
| Daniël van Eck                          | liberalen                | Middelburg       | 17-09-1877 [ e ]  | 18 september 1881 | [ 30 ]  |
| Pieter Elout van Soeterwoude            | antirevolutionairen      | Leiden           | 16 september 1879 | 16 december 1879  | [ 31 ]  |
| Warmold van der Feltz                   | liberalen                | Assen            | 15 september 1879 | 16-09-1883 [ d ]  | [ 32 ]  |
| Isaäc Fransen van de Putte              | liberalen                | Hoorn            | 17-09-1877 [ e ]  | 3 augustus 1880   | [ 33 ]  |
| Willem Froger                           | liberalen                | Amsterdam        | 17-09-1877 [ e ]  | 18 september 1881 | [ 34 ]  |
| Jan van Gennep                          | liberalen                | Rotterdam        | 17-09-1877 [ e ]  | 18 september 1881 | [ 35 ]  |
| Johan Gleichman                         | liberalen                | Amsterdam        | 21 september 1880 | 16-09-1883 [ d ]  | [ 36 ]  |
| Michel Godefroi                         | liberalen                | Amsterdam        | 15 september 1879 | 16-09-1883 [ d ]  | [ 37 ]  |
| Hendrik Goeman Borgesius                | liberalen                | Winschoten       | 17-09-1877 [ e ]  | 18 september 1881 | [ 38 ]  |
| Leopold Haffmans                        | conservatief-katholieken | Boxmeer          | 17-09-1877 [ e ]  | 18 september 1881 | [ 39 ]  |
| Cornelis van Heukelom                   | liberalen                | Amsterdam        | 15 september 1879 | 11 juni 1880      | [ 40 ]  |
| Christianus Heydenrijck                 | conservatief-katholieken | Nijmegen         | 17-09-1877 [ e ]  | 18 september 1881 | [ 41 ]  |
| Sybrand Hingst                          | kappeynianen             | Leeuwarden       | 17-09-1877 [ e ]  | 18 september 1881 | [ 42 ]  |
| Petrus Holtzman                         | liberalen                | Amsterdam        | 17-09-1877 [ e ]  | 18 september 1881 | [ 43 ]  |
| Samuel van Houten                       | liberalen                | Groningen        | 15 september 1879 | 16-09-1883 [ d ]  | [ 44 ]  |
| Idzerd van Humalda van Eysinga          | kappeynianen             | Dokkum           | 16 september 1879 | 18 september 1881 | [ 45 ]  |
| Wieger Idzerda                          | liberalen                | Sneek            | 17-09-1877 [ e ]  | 18 september 1881 | [ 46 ]  |
| Herman Insinger                         | conservatieven           | Almelo           | 17-09-1877 [ e ]  | 18 september 1881 | [ 47 ]  |
| Klaas de Jong                           | kappeynianen             | Hoorn            | 15 september 1879 | 16-09-1883 [ d ]  | [ 48 ]  |
| Johan de Jonge                          | antirevolutionairen      | Middelburg       | 15 september 1879 | 16-09-1883 [ d ]  | [ 49 ]  |
| Willem van der Kaay                     | kappeynianen             | Alkmaar          | 17-09-1877 [ e ]  | 18 september 1881 | [ 50 ]  |
| Guillaume Kerens de Wylré               | conservatief-katholieken | Maastricht       | 17-09-1877 [ e ]  | 5 januari 1880    | [ 51 ]  |
| Jacob van Kerkwijk                      | liberalen                | Zierikzee        | 17-09-1877 [ e ]  | 18 september 1881 | [ 52 ]  |
| Levinus Keuchenius                      | antirevolutionairen      | Gorinchem        | 6 oktober 1879    | 16-09-1883 [ d ]  | [ 53 ]  |
| Arthur Kool                             | liberalen                | Arnhem           | 15 september 1879 | 16-09-1883 [ d ]  | [ 54 ]  |
| Jerôme Lambrechts                       | conservatief-katholieken | Roermond         | 17-09-1877 [ e ]  | 18 september 1881 | [ 55 ]  |
| Lambertus Lenting                       | kappeynianen             | Zutphen          | 17-09-1877 [ e ]  | 18 september 1881 | [ 56 ]  |
| Franciscus Lieftinck                    | liberalen                | Leeuwarden       | 15 september 1879 | 16-09-1883 [ d ]  | [ 57 ]  |
| Gijsbertus van der Linden               | liberalen                | Dordrecht        | 17-09-1877 [ e ]  | 18 september 1881 | [ 58 ]  |
| Aloysius Luyben                         | conservatief-katholieken | Breda            | 17-09-1877 [ e ]  | 6 juni 1880       | [ 59 ]  |
| Æneas Mackay                            | antirevolutionairen      | Amersfoort       | 17-09-1877 [ e ]  | 18 september 1881 | [ 60 ]  |
| Rudolf Mees                             | liberalen                | Rotterdam        | 15 september 1879 | 16-09-1883 [ d ]  | [ 61 ]  |
| Willem de Meijier                       | kappeynianen             | Haarlem          | 15 september 1879 | 16-09-1883 [ d ]  | [ 62 ]  |
| Charles Mirandolle                      | kappeynianen             | Haarlem          | 17-09-1877 [ e ]  | 18 september 1881 | [ 63 ]  |
| Antony Moens                            | kappeynianen             | Sneek            | 15 september 1879 | 1 november 1880   | [ 64 ]  |
| Carel van Nispen tot Sevenaer           | conservatief-katholieken | Nijmegen         | 15 september 1879 | 16-09-1883 [ d ]  | [ 65 ]  |
| Victor Nyst                             | conservatief-katholieken | Maastricht       | 26 februari 1880  | 18 september 1881 | [ 66 ]  |
| Lucas Oldenhuis Gratama                 | liberalen                | Assen            | 17-09-1877 [ e ]  | 18 september 1881 | [ 67 ]  |
| Joannes van Osenbruggen                 | liberalen                | Dordrecht        | 15 september 1879 | 16-09-1883 [ d ]  | [ 68 ]  |
| Jacob Patijn                            | liberalen                | Gouda            | 15 september 1879 | 16-09-1883 [ d ]  | [ 69 ]  |
| Frederic Reekers                        | liberaal-katholieken     | Haarlemmermeer   | 15 september 1879 | 16-09-1883 [ d ]  | [ 70 ]  |
| Otto van Rees                           | liberalen                | Rotterdam        | 21 september 1880 | 16-09-1883 [ d ]  | [ 71 ]  |
| Joan Röell                              | liberalen                | Utrecht          | 17-09-1877 [ e ]  | 18 september 1881 | [ 72 ]  |
| Karel Rombach                           | kappeynianen             | Brielle          | 15 september 1879 | 16-09-1883 [ d ]  | [ 73 ]  |
| Gustave Ruijs de Beerenbrouck           | conservatief-katholieken | Maastricht       | 6 december 1880   | 16-09-1883 [ d ]  | [ 74 ]  |
| Derk de Ruiter Zijlker                  | liberalen                | Appingedam       | 15 september 1879 | 16-09-1883 [ d ]  | [ 75 ]  |
| Jan Rutgers van Rozenburg               | kappeynianen             | Amsterdam        | 17-09-1877 [ e ]  | 18 september 1881 | [ 76 ]  |
| Johannes Sandberg                       | liberalen                | Zwolle           | 17-09-1877 [ e ]  | 18 september 1881 | [ 77 ]  |
| Alexander de Savornin Lohman            | antirevolutionairen      | Goes             | 15 september 1879 | 16-09-1883 [ d ]  | [ 78 ]  |
| Herman Schaepman                        | liberaal-katholieken     | Breda            | 15 juli 1880      | 18 september 1881 | [ 79 ]  |
| Adriaan Schagen van Leeuwen             | liberalen                | Delft            | 17-09-1877 [ e ]  | 18 september 1881 | [ 80 ]  |
| Jan Schepel                             | liberalen                | Appingedam       | 17-09-1877 [ e ]  | 18 september 1881 | [ 81 ]  |
| Rutger Schimmelpenninck van Nijenhuis   | conservatieven           | 's-Gravenhage    | 17-09-1877 [ e ]  | 18 september 1881 | [ 82 ]  |
| Alexander Schimmelpenninck van der Oye  | antirevolutionairen      | Hilversum        | 15 september 1879 | 16-09-1883 [ d ]  | [ 83 ]  |
| Pierre van der Schrieck                 | conservatief-katholieken | 's-Hertogenbosch | 15 september 1879 | 2 september 1881  | [ 84 ]  |
| Hendrik Seret                           | antirevolutionairen      | Gorinchem        | 4 oktober 1880    | 18 september 1881 | [ 85 ]  |
| Cornelis Sickesz                        | liberalen                | Zutphen          | 15 september 1879 | 16-09-1883 [ d ]  | [ 86 ]  |
| Philipe van der Sleyden                 | liberalen                | Arnhem           | 30 maart 1881     | 18 september 1881 | [ 87 ]  |
| Jan van Stolk                           | liberalen                | Rotterdam        | 15 september 1879 | 30 juli 1880      | [ 88 ]  |
| Johannes Tak van Poortvliet             | kappeynianen             | Amsterdam        | 24 februari 1880  | 18 september 1881 | [ 89 ]  |
| James Teding van Berkhout               | antirevolutionairen      | Gorinchem        | 17-09-1877 [ e ]  | 25 juli 1880      | [ 90 ]  |
| Jan Thomassen à Thuessink van der Hoop  | antirevolutionairen      | Steenwijk        | 16 september 1879 | 16-09-1883 [ d ]  | [ 91 ]  |
| Gijsbert van Tienhoven                  | liberalen                | Amsterdam        | 18-03-1878 [ k ]  | 21 december 1879  | [ 92 ]  |
| Sjoerd Vening Meinesz                   | liberalen                | Amsterdam        | 15 september 1879 | 21 januari 1881   | [ 93 ]  |
| Johannes Verheyen                       | conservatief-katholieken | Tilburg          | 17-09-1877 [ e ]  | 31 oktober 1880   | [ 94 ]  |
| Petrus Vermeulen                        | conservatief-katholieken | Eindhoven        | 29 juni 1880      | 16-09-1883 [ d ]  | [ 95 ]  |
| Willem Viruly Verbrugge                 | liberalen                | Rotterdam        | 17-09-1877 [ e ]  | 18 september 1881 | [ 96 ]  |
| Jan de Vos van Steenwijk                | liberalen                | Winschoten       | 15 september 1879 | 16-09-1883 [ d ]  | [ 97 ]  |
| Otto van Wassenaer van Catwijck         | antirevolutionairen      | Leiden           | 15 september 1879 | 16-09-1883 [ d ]  | [ 98 ]  |
| Roeland van de Werk                     | liberalen                | Zevenbergen      | 18-03-1878 [ k ]  | 18 september 1881 | [ 99 ]  |
| Willem Wintgens                         | conservatieven           | 's-Gravenhage    | 15 september 1879 | 16-09-1883 [ d ]  | [ 100 ] |
| Schelte Wybenga                         | liberalen                | Sneek            | 17-09-1877 [ e ]  | 18 september 1881 | [ 101 ] |

1815-1818 ·
1818-1821 ·
1821-1824 ·
1824-1827 ·
1827-1830 ·
1830-1833 ·
1833-1836 ·
1836-1839 ·
1839-1842 ·
1842-1845 ·
1845-1848 ·
1848-1849 ·
1849-1850 ·
1850-1852 ·
1852-1853 ·
1853-1854 ·
1854-1856 ·
1856-1858 ·
1858-1860 ·
1860-1862 ·
1862-1864 ·
1864-1866 ·
1866 (sep) ·
1866-1868 ·
1868-1869 ·
1869-1871 ·
1871-1873 ·
1873-1875 ·
1875-1877 ·
1877-1879 ·
1879-1881 ·
1881-1883 ·
1883-1884 ·
1884-1886 ·
1886-1887 ·
1887-1888 ·
1888-1891 ·
1891-1894 ·
1894-1897 ·
1897-1901 ·
1901-1905 ·
1905-1909 ·
1909-1913 ·
1913-1917 ·
1917-1918 ·
1918-1922 ·
1922-1925 ·
1925-1929 ·
1929-1933 ·
1933-1937 ·
1937-1946 ·
1946-1948 ·
1948-1952 ·
1952-1956 ·
1956-1959 ·
1959-1963 ·
1963-1967 ·
1967-1971 ·
1971-1972 ·
1972-1977 ·
1977-1981 ·
1981-1982 ·
1982-1986 ·
1986-1989 ·
1989-1994 ·
1994-1998 ·
1998-2002 ·
2002-2003 ·
2003-2006 ·
2006-2010 ·
2010-2012 ·
2012-2017 ·
2017-2021 ·
2021-2023 ·
2023-heden
Overzicht historische zetelverdeling